# Thomas Nicholls
Thomas G. Nicholls (ur. 12 października 1931 w South Elmsall, zm. 31 lipca 2021 w Telford) – były brytyjski  bokser kategorii piórkowej, srebrny medalista letnich igrzysk olimpijskich w Melbourne.